# Ладижинський заказник
Ладижинський — ботанічний заказник місцевого значення.
Розташований у долині р. Південний Буг, у верхів'ях Ладижинського водосховища, включаючи прибережну смугу на землях Райгородської, Семенської та Самчинецької сільських рад Немирівського району Вінницької області. Оголошений відповідно до рішення Вінницького облвиконкому № 263 від 25.10.1990 р.
За фізико-географічним районуванням України (1968) ця територія належить до Гнівансько-Гайсинського району області Подільського Побужжя Дністровсько-дніпровської лісостепової провінції Лісостепової зони. Для цієї області характерними є розчленовані глибокими долинами лесові височини з сірими опідзоленими ґрунтами, тобто з геоморфологічної точки зору описувана територія являє собою ерозійно-акумулятивно-денудаційну сильнохвилясту рівнину.
Клімат території є помірно континентальним. Для нього характерне тривале, нежарке літо і порівняно недовга, м'яка зима. Середня температура січня становить -5,5…-6°C, липня +18…+19,5 °C. Річна кількість опадів становить 500—525 мм.
За геоботанічним районуванням України територія належить до Європейської широколистяної області. Подільсько-Бессарабської провінції Вінницького (Центральноподільського) округу.
Рослинність заказника, особливо в прибережній смузі Південного Бугу відзначаються великою видовою різноманітністю. Зокрема, тут зростає деревій, хвощ польовий, парило звичайне, вівсяниця лучна, тонконіг лучний, подорожник великий і ланцетовидний, конюшина, собача кропива, гірчак перцевий, валеріана висока, рогіз, різні види осоки, комишу та інші. Крім того, на мілководді та замулених берегах зустрічається занесена в Червону книгу України марсилія чотирилиста.
Тваринний світ також представлений тут великим видовим різноманіттям: з птахів тут водяться качки, водяні курочки, при перельоті — лебеді, чаплі. Із ссавців зустрічаються ондатра, видра, куниця. Іхтіофауна представлена такими видами, як сом. окунь, судак, карась, лин тощо. Водиться також велика кількість земноводних та плазунів.
Таким чином, об'єкт має велику наукову цінність, оскільки є типовим водно-болотними угіддями для Подолії взагалі і для Немирівщини зокрема.